# St.-Klara-Kloster (Speyer)
Das St.-Klara-Kloster war ein in der Speyrer Vorstadt Altspeyer gelegenes Klarissenkloster, das 1222 oder zwischen 1299 und 1310 von Klarissen aus Oggersheim gegründet wurde und bis 1799 bestand.

## Geschichte

### Aufstieg des Klosters
Aus einem heute unbekannten Grund siedelten im Jahr 1299 Klarissen mit ihrer Äbtissin Elisabetha von Oggersheim nach Speyer über und erhielten trotz der vielen bereits bestehenden Klöster von der Bürgerschaft am Vorabend von St. Matthias (24. Februar) die Einladung dauerhaft zu bleiben. Nahe der Martinskirche in Altspeyer kauften sie 1310 einen Hof und gründeten dort ein Kloster. Im Widerspruch dazu nennt Hans Ammerich 1222 als Gründungsjahr des Klosters. Sie erhielten bereits früh Schenkungen, so hatten sie 1301 Besitzungen bei Barbelroth und erhielten von verschiedenen Frauen, darunter auch Beguinen und Adlige, sogenannte Gefälle in Form von Geld, Land oder Naturalien, damit die Klarissen für diese jährlich an deren Todestag beteten. 1510 gelang es der Äbtissin Barbara von Helmstädt, das Kloster mit einem Tausch um einen angrenzenden Garten und ein Haus zu erweitern.

### Die Folgen der Reformation
Die erste große Gefahr für den aus 19 Nonnen bestehenden Konvent mit seiner Äbtissin Barbara von Helmstädt war die durch Martin Luthers Lehren angefachte Unruhe in der Stadt. Die in Speyer wegen ihrer Vorrechte unbeliebte Geistlichkeit wurde dabei am Montag nach dem Weißen Sonntag 1525 von bewaffneten Bürgern zu 8 Zugeständnissen gedrängt. Durch diese verlor das Kloster diverse Gefälle. Einige Wochen später wurden sämtliche Besitztümer der Klöster von einem Notar und einem Mitglied des Rates schriftlich aufgezeichnet. Am 18. Mai erhielt das Kloster St. Klara Besuch von diesen Herren, die das gesamte Eigentum notierten, dessen Wert schätzten und anschließend alles, was nicht für den Alltag notwendig war, wegschlossen und versiegelten. Die Rettung für die Klöster war der Sieg des Kurfürsten Ludwig von der Pfalz über die Aufständischen bei Pfeddersheim. Der Rat wurde für seine Übergriffe begnadigt, musste aber im Gegenzug den Klöstern sämtliches Eigentum zurückgeben.
Die nächste namentlich bekannte Äbtissin hieß Apollina Fröhlich. Sie veranlasste einen Neubau des mittlerweile baufälligen Klosters. Dafür erbat sie 1547 bei Bischof Philipp von Flersheim eine Zollbefreiung für das bei Gernsbach gefällte Holz, die der Bischof auch gewährte. Doch 1552 wurde das Kloster wie viele andere Speyrer Klöster durch Albrecht von Brandenburg verwüstet, der während des Religionskriegs mainabwärts und rheinaufwärts zog und dabei die Klöster plünderte. Der zuvor geschlossene Passauer Vertrag war wirkungslos gewesen.
1572 überließ die Äbtissin Agatha Wallei Bischof Marquard von Hattstein einen Garten. Im Gegenzug erhielt das Kloster die Pfründe des St.-Katharinen-Altars bei Rheinhausen mit den zugehörigen Gefällen und Gütern.

### Sittenverfall und drohende Ausgliederung aus dem Orden
Nach Agatha Walleis Tod im April 1575 wurde auf Drängen des Überlinger Franziskanerprovinzials Jakob Schüßler Anna Möllinger Äbtissin des Konvents. Unter ihrer Führung und dem Einfluss der trinkfreudigen Ordensbrüder des Speyrer Franziskanerklosters, die den Gottesdienst in St. Klara hielten, verfielen die Sitten zunehmend. So zeigten sich die Franziskaner in weltlicher Kleidung statt in Ordenstracht bei den Schwestern und missachteten einige Regeln des Ordens, was schließlich auf die Frauen abfärbte. Diese begannen Beziehungen zu Männern außerhalb des Klosters zu knüpfen. Dies war dem Stadtrat überaus willkommen und gab Anlass zu großem Spott gegenüber der Geistlichkeit. Der Bischof suchte gegenzusteuern, seine Handlungsmöglichkeiten waren jedoch beschränkt, da ihm die Ordensschwestern nicht unterstanden. So wandte er sich an den Papst, auf dessen Befehl Zucht und Ordnung zurückkehren sollten.
Darüber hinaus sorgte der zuständige Provinzial dafür, dass diesem Treiben ein Ende gesetzt werden sollte, indem er Schwestern in andere Klöster schickte und Anna Frick aus Rankweil als neue Äbtissin einsetzte. Zeitgleich erreichte der Bischof, dass Papst Gregor XIII. mit einer Bulle die Auflösung des Klosters und die Ausgliederung der Schwestern aus dem Orden androhte und die Unterstellung unter die Aufsicht des Bischofs festlegte. Dieser konnte nun die Regeln des Klosters an die Situation anpassen und die Ordensangehörigen bei Verstößen bestrafen. Der Franziskanerprovinzial redete den Schwestern ins Gewissen, ebenso wie es der Bischof mit der Äbtissin tat. So fand ein Ausschluss aus dem Orden nicht statt.
Doch auch die nächste Äbtissin Ursula Schwarz hielt sich nicht an die Regeln und floh mit dem Franziskaner August Hassen auf die reichen klösterlichen Güter in Lambsheim, wo sie durch den Kurfürsten geschützt waren. Dabei nahm sie auch wertvolle Briefe und das Siegel an sich. Die Mitnahme weiterer Objekte wurde durch Schwester Magaretha und den kaiserlichen Fiskalrat Hoffer verhindert. Neben dem Diebstahl stellte sie mit Unterstützung des Stadtrates Unterhaltsforderungen an das Kloster. Infolge der Vorfälle versuchten die Ordensvorsteher zunehmend die Ordnung durch Umsiedlung von Schwestern zu verbessern, was am Ende gelang.

### Schicksalsschläge und Lichtblicke
Am Ende des 16. Jahrhunderts wurde Maria Anna Beck aus Überlingen Äbtissin des Klosters. Als am 12. August 1596 die Nonnen um Mitternacht die Kirche verließen, sahen sie, dass ein dem Kloster gegenüberstehendes Gebäude in Flammen stand. Um das Kloster zu schützen, riefen sie um Hilfe und begannen selbst damit, das Gebäude zu löschen. Über zwei Stunden später wurden endlich die Stadttore geöffnet, sodass die Bewohner der Stadt den Nonnen helfen konnten. Nach der Löschung des Feuers stellte sich heraus, dass dieses durch die Nachlässigkeit des Hofmannes Hanns Bock entstanden war, sodass er für einen Teil des Schadens aufkommen musste. Die Reparatur erfolgte in den Jahren 1597 und 1598. Die Äbtissin wurde am 1. September 1603 ihres Amtes enthoben und starb am 14. August 1616.
Nachfolgerin wurde Maria Barbara Gauvin, die den damals aus acht Schwestern bestehenden Konvent bereits zuvor geleitet hatte. Durch geschicktes Haushalten, die Nutzung einiger Vermächtnisse und die Verwendung des eigenen mütterlichen Erbteils gelang es ihr 1605, genügend Geld für die Ausführung das dringend erforderlichen Neubaus zu beschaffen. Allerdings mussten die Nonnen 1608 einen weiteren Schicksalsschlag verkraften, als infolge des kalten Winters die Traubenstöcke erfroren und so über mehrere Jahre diese Einnahmequelle wegbrach. Am 23. Juli 1609 erhielten sie Besuch vom Ordensgeneral Wilhelm Hugo von Avignon, der von 2 italienischen Klarissen begleitet wurde. Während in Speyer 1611 eine Seuche wütete, zog sich der Franziskanerguardian Johann Knerr, der auch Beichtvater der Nonnen war, in die Schaffnerei des Klosters zurück. Der Äbtissin Maria Barbara Gauvin ging es damals nicht gut, weshalb sie den Ordensbevollmächtigten Johann Pilckfingio bei dessen Besuch am 7. Januar 1613 um die Amtsenthebung und die Erlaubnis bat, in das Kloster Valduna bei Rankweil, in dem sie in den Orden eingetreten war, zurückkehren zu dürfen. Diese Bitte wurde ihr gewährt.

### Der Dreißigjährige Krieg
Während des Dreißigjährigen Kriegs war Agnes von Rodenstein, die mit 16 Jahren am 25. April 1606 in den Orden eingetreten war, Äbtissin in St. Klara. Als 1621 der Graf Ernst von Mansfeld viele Dörfer in der Umgebung verwüstete und auf Speyer vorrückte, versteckte sie sich am Abend von St. Katharina (25. November) mit ihren Schwestern in Bauernkleidern im Haus des Doktors Brackenhoffer in Speyer. Als Folge des Krieges blieben viele Felder unbestellt, sodass das Kloster nach dem Krieg wirtschaftliche Probleme hatte. Trotz der Widrigkeiten war sie aber ihren Schwestern ein gutes Vorbild. Sie starb am 7. Mai 1643 im Alter von 51 Jahren, nachdem sie das Kloster 20 Jahre geleitet hatte.
Nachfolgerin wurde Maria Eva Diemeyer. Um den täglichen Unterhalt des Klosters, dessen Felder noch immer brach lagen, bestreiten zu können, verkaufte sie sogar Kirchenschmuck. Nach einer Seuche, die im Jahr 1646 die Viehbestände des Klosters dezimierte, trat sie freiwillig zurück. 1650 wurde Maria Veronika Knaup aus Augsburg Äbtissin des Klosters. Obwohl der Krieg vorbei war, musste auch sie Wertgegenstände veräußern, da die wirtschaftliche Situation sich noch immer nicht stabilisiert hatte und die vernachlässigten oder zerstörten Gebäude in Stand gesetzt werden mussten. Die Neuweihe der Altäre erfolgte am 30. März 1655 durch den Weihbischof Gangolf, der zugleich Dechant des Stiftes St. German war. Dabei wurde der Hochaltar dem hl. Franziskus, der Nebenaltar der hl. Klara und ein weiterer Altar dem hl. Antonius geweiht. Sie gab ihr Amt am 25. Januar 1663 ab und starb am 1. September 1673.

### Der Pfälzische Erbfolgekrieg
Nachfolgerin von Knaup wurde die 27-jährige Maria Seraphinia Brach aus Osnabrück, die die Ausbesserung des Klosters fortsetzte.
Im Herbst 1688, als die Arbeiten beendet waren, drohte dem Kloster erneut Gefahr, als im Zuge des Pfälzischen Erbfolgekrieges die Truppen von Ludwig XIV. in Speyer einmarschierten. Für die Bewohner Speyers bedeutete dies, dass nun französische Soldaten in der Stadt einquartiert wurden, was besonders im Winter eine große Last darstellte. Die Nonnen befürchteten zudem eine Plünderung des Klosters, da sie mehrfach bei Nacht Soldaten in der Nähe des Klosters beobachtet hatten. Aus diesem Grund gingen sie zu General Montclar, der ihnen riet ihren Besitz in die Stadt zu bringen und sich selbst ein Haus in der Stadt zu mieten. Es waren zu dieser Zeit 17 Chorschwestern und 8 Laienschwestern, zwei davon aus dem bereits 1685 aufgelösten Kloster an der Martinskirche. Als die Räumung der Stadt befohlen wurde, traten die Nonnen, wie viele andere Bewohner Speyers, vor den französischen Befehlshaber und baten um Gnade für die Stadt, die jedoch nicht gewährt wurde. So packten sie alles zusammen und brachten es „in die Gewölbe“,:S. 250 da sie nicht wussten, wie sie alles wegbringen sollten. Transporthilfe erhielten sie schließlich am 24. Mai durch den Vizedom von Egersberg, den Schwager der Chorschwester Katherina, der eine 4-spännige Kutsche schickte. Dadurch konnten am 25. Mai die wichtigsten Objekte und einige Nonnen nach Weissenburg gebracht werden. Weitere 11 Schwestern folgten am 28. Mai. Die letzten 5 Schwestern mit der Priorin kamen am 31. Mai, dem Tag, an dem Speyer in Brand gesetzt wurde, in Weissenburg an.
Um die Schwestern versorgen zu können, fragte die Äbtissin den im Kloster Paradies lebenden Provinzial Severin Fleischmann um Rat, der die 10 zu ihm geschickten Schwestern auf andere Klöster verteilte. So kamen auch zwei Schwestern ins Kloster Valduna. Währenddessen reiste die Äbtissin mit der Priorin und den Schwestern Katharina und Severina nach Speyer, um ihr Kloster, das vom Feuer verschont worden war und nun von Soldaten bewohnt wurde, zu retten. Zuerst baten sie General Montclar, das Kloster zu verschonen, worauf er angab, dass er den Befehl habe, auch das Kloster zu zerstören; sie sollten sich mit ihrer Bitte an den Befehlshaber Duras wenden. Die Nonnen gingen nach Frankenthal und erhielten von Duras die Erlaubnis, im Kloster zu wohnen, und seine Zusage, er werde sich für das Kloster einsetzen. Da die Gebäude mit Soldaten belegt waren, mussten sie im Chor schlafen und wurden von Montclar versorgt. Währenddessen reiste die Äbtissin nach Weissenburg und schickte Schwester Wilhelmina nach Speyer.
Einige Tage später wurden auch die bisher unzerstörten Gebäude der Stadt, das Guidostift und das „Lazareth am Wormser Thore“:S. 252 (das frühere Heilig-Grab-Kloster) in Brand gesetzt. Um das Kloster zu schützen, bat Katharina den General erneut, dieses zu verschonen. Er schickte ihr 20 Mann, die zusammen mit den Nonnen verhinderten, dass das Feuer auf das Kloster übergriff. Am nächsten Morgen verließen alle Soldaten die brennende Stadt. Die Nonnen durchsuchten nun das französische Lager und fanden dort auch diverse Gegenstände, die sie vermisst hatten. Zu ihrem Glück kamen am nächsten Tag die Äbtissin, die Priorin und einige andere Nonnen mit einer großen Menge Lebensmittel von Weissenburg. Aufgrund der unklaren Lage wurden die Kostbarkeiten des Klosters zunächst in das Klarissenkloster auf dem Flachsmarkt in Mainz gebracht. Um der Armut des Klosters entgegenzuwirken, zogen 1690 zwei Schwestern in ihre Heimat Westfalen, um Spenden zu bekommen. Aufgrund der allgemein schlechten Wirtschaftslage waren ihre Erträge sehr gering. Die Äbtissin starb am 1. September 1691. Ihre Nachfolgerin wurde am 8. September die bisherige Priorin Maria Agnes Cunler aus Baden-Baden. Da sich der Friede langsam manifestierte, rief sie ihre Schwestern wieder zusammen. Agnes gelang es trotz der Armut des Klosters, vier Gärten zu kaufen und einige Gebäude zu errichten. Sie starb am 18. Juli 1706 nach langer Krankheit und 44 Jahren Ordenszugehörigkeit im Alter von 69 Jahren.

### Zwischen den Fronten
Nachfolgerin von Agnes Cunler wurde Maria Servina Flur aus Ochsenfurt. In ihrer Amtszeit musste das Kloster immer wieder Truppen verpflegen und Kriegssteuern zahlen. 1709 verdarben deutsche Truppen die Ernte, als sie auf den Feldern des Klosters lagerten, und ein strenger Winter zerstörte die Weinberge. 1712 fiel zwischen dem 10. November und dem 26. Dezember der komplette Viehbestand des Klosters (21 Tiere) einer Seuche zum Opfer. Am 16. Mai 1713 verwüsteten die Franzosen die Felder und Ställe des Klosters, das nur durch eine Getreidespende des Bischofs überleben konnte. Aufgrund der desolaten Verhältnisse legte die Äbtissin 1714 ihr Amt nieder.
Nun wurde die aus Speyer stammende Maria Fortuna Fritz Äbtissin, die 1719 einen Streit mit dem Stadtrat hatte. Dabei ging es um einen Jungen, den die Klarissen am 1. August dieses Jahres auf dem Friedhof des Klosters gefunden und zu sich genommen hatten. Von ihrer Anfrage beim Bischof, wie sie das Kind für den katholischen Glauben gewinnen könnten, erfuhr der Stadtrat, der den Waisenvater zu ihnen entsandte, um das Kind abzuholen. Die Ordensschwestern wiesen ihn jedoch ab. Der Rat schickte daraufhin mit der Begründung, der Klosterfriedhof sei städtisches Eigentum, den Stadthauptmann zu ihnen. Die Schwestern verweigerten die Herausgabe des Kindes und pflegten es weiterhin im Kloster. Bedingt durch den Streit meldete sich schließlich die Mutter des unehelichen Kindes und, nachdem die Klarissen ihre Aussage überprüft hatten, wurde es ihr heimlich bei Nacht übergeben, damit die Mutter mit Hilfe der Klarissen unbemerkt die Stadt verlassen konnte. Ein ähnlicher Fall ereignete sich 1730. Damals fanden die Schwestern am Karsamstag ein bereits sehr schwaches Mädchen vor der Pforte, das sie mühsam aufpäppelten und tauften. Auch hier versuchte der Rat ihnen das Kind zu nehmen, was aber nicht gelang, da die Schwestern vorgaben, das Kind zurückgegeben zu haben. Nach 9 Monaten Pflege starb es jedoch und wurde auf dem Klosterfriedhof begraben.
Am Fest der heiligen Magdalena (22. Juli) 1723 wurden die durch den Krieg entweihten Altäre durch den Weihbischof Peter Cornelius Benbig erneut feierlich geweiht. Maria Fortuna Fritz wurde 1721 nach 13 Dienstjahren ihres Amtes enthoben und starb am 27. Februar 1751 mit 81 Jahren. Ihre Nachfolgerin wurde ihre Vorgängerin Maria Servina Flur, die ihr Amt 1732 freiwillig abgab und am 3. März 1733 starb. Zum Ende ihrer Amtszeit im Jahr 1731 verlor das Kloster sein gesamtes Vieh abermals durch eine Seuche.
Ihr folgte Maria Cäzilia Zettler aus Kammlach in Schwaben. In ihrer Zeit erhielt das Kloster große Geldsummen für Baumaßnahmen. Am 9. April 1734 kamen erneut französische Truppen nach Speyer, die zwei Jahre und zwei Monate blieben und das Kloster durch Kriegssteuer, Lebensmittellieferungen und andere Leistungen stark belasteten. Darüber hinaus lebten die Klarissen in ständiger Angst, ihren Besitz zu verlieren. Einmal sollten sie ihren Konvent für die Lagerung von Früchten räumen oder die Gärten wurden für den Bau von Schanzen vermessen, ein anderes Mal kam das Gerücht auf, das Kloster müsse für neue Befestigungsanlagen der Stadt abgerissen werden. An einem Abend 1736 mussten die Ordensschwestern sämtliches Stroh und Heu herausgegeben. Nachfolgerin wurde 1737 Maria Barbara Fellner aus Boos. Im Jahr 1739 ließ sie trotz der Not einen prachtvollen Hochaltar bauen und diverse Verschönerungen durchführen. Sie wurde aber am 15. März 1740 durch ihre Vorgängerin Cäzilia Zettler ersetzt. 1740 und 1741 gab es sogenannte Fehlherbste, das ist ein besonders kalter Frühling, der die Traubenernte zunichtemacht, und 1741 große Rheinüberschwemmungen. Darüber hinaus beanspruchte der pfälzische Kurfürst die Einnahmen aus den dem Kloster gehörenden Gefällen, die auf seinem Gebiet lagen, für sich.
1743 kam erneut französisches Militär nach Speyer, das im Oktober von Engländern, Ungarn, Holländern und Hessen verdrängt wurde. An den Repressalien änderte sich dadurch nichts, denn vor allem die Engländer unterdrückten die Bewohner Speyers sehr, obwohl sogar der englische König in Speyer sein Quartier hatte. Im April 1744 kamen erneut die Franzosen, die schließlich bei Worms gegen deutsche Truppen verloren und fluchtartig abzogen. Nachdem sich Preußen und Österreich gegenseitig bekriegten, kehrten die Franzosen 1745 zurück und zwangen das Kloster, Kriegssteuer zu zahlen. Es wurde zusätzlich in der Nacht von Franzosen überfallen, die den gesamten Getreidevorrat stahlen. Die Äbtissin starb am 3. März 1745 mit 62 Jahren. Ihre Nachfolgerin wurde Barbara Fellner, die aufgrund der schlechten Lage die Schuldenlast von 2527 Gulden innerhalb von drei Jahren um 1358 Gulden erhöhte. Sie wurde 1749 ihres Amtes enthoben.
Am 2. Dezember 1749 wurde dann Maria Johanna Weltzhofer aus Dorfendingen bei Augsburg Äbtissin. Auch bei ihr wuchs aufgrund der schlechten Lage die Schuldenmenge. 1753 baute sie ein neues Hofhaus. Darüber hinaus musste das Kloster auf Befehl des Fürstbischofs seinen Kastanienberg abholzen, an dessen Stelle ein Weinberg angelegt wurde.
1755 war das Kloster eine Station der Kreuzwochenprozession und vertrat damit die Stiftskirche St. Guido, bei der am St.-Andreas-Abend (30. November) 1754 „ein Thurm samt dem Chore“:S. 257 eingestürzt war und einen Mann aus Otterstadt erschlug und einen weiteren später lebendig geborgenen Mann verschüttete. Als in der Nacht vom 19. Februar 1756 ein Sturm über Speyer wütete, der auch einige Dächer abdeckte, fürchteten die Klarissen bereits ein ähnliches Unglück in ihrem Kloster, was aber nicht eintrat.
1757 und 1758 gab es erneut Streit mit dem Rat, diesmal ging es um Geldzahlungen. Auch hier verlor der Rat gegen die Klarissen, da im Fall des Jahres 1758, damals lagerten Elsässer vor der Stadt, der Fürstbischof eingriff. Dazu kam 1758 ein heftiges Rheinhochwasser, bei dem die Rheindämme brachen und so die Felder und Wiesen des Klosters flutete. 1760 bis 1764 mussten darüber hinaus mehrfach Kriegsgelder bezahlt werden. Zudem forderte das bischöfliche Vikariat 1764 erstmals die Rechnungen des Klosters, die die Schwestern letztlich herausgaben. Daneben beschuldigte der Fürstbischof die Äbtissin der Missachtung der Klausur. Das Verfahren wurde aber unter dem neugewählten Provinzial Peter Adrian Mittum eingestellt. Da die Äbtissin bereits durch Krankheiten sehr geschwächt war, bat sie den Provinzial um Entlassung, die am 22. September 1767 genehmigt wurde. Sie starb am 30. April 1767.
Nachfolgerin wurde am 24. September Maria Hyazintha Schuster. Auch unter ihrer Verwaltung wuchs der Schuldenberg und erreichte schließlich die Marke von 5300 Gulden. Um das Kloster zu unterstützen, reiste auf Befehl des Provinzials sogar ein Franziskaner umher, der Geld sammelte, das aber kaum für die notwendigen Ausbesserungsarbeiten genügte. Als diese beendet waren, gab es am 3. August 1768 um etwa 16 Uhr ein heftiges Gewitter, bei dem zwar ein Blitz durch den Turm in die Kirche eindrang, aber durch ein Fenster die Kirche in den Garten verließ und dort einschlug, aber glücklicherweise kein Feuer entfachte. Anschließend versuchte sie weiter, das Kloster nach vorne zu bringen, wobei ihr die gute Ernte von 1772 half. Am 6. September 1773 gab sie ihr Amt freiwillig ab und starb am 9. November 1784 mit 74 Jahren.
Ihr folgte am 6. September im Beisein von Provinzial Peter Christian Hug Maria Elisabetha Böhm. Dieser gelang es innerhalb der ersten zwei Amtsjahre Schulden von 2000 Gulden abzuzahlen, was zu ihrer mehrfachen Wiederwahl beitrug. Im Jahr 1781 war der Schuldenberg völlig abgetragen, darüber hinaus gelang es ihr in den folgenden Jahren, genügend Geld für eine neue Orgel, eine neue Kanzel und andere Verschönerungen zu sparen, die am Ende 1857 Gulden kosteten. Nach 19 Jahren im Amt starb die von allen als zweite Mutter geliebte Äbtissin am 1. April 1791 an Herzwassersucht.
Nachfolgerin wurde am 16. Juni 1791 im Beisein des Provinzials Tiberius Ehren Maria Antonia Klotz, die am 29. September 1736 in Schwabminchingen geboren worden war. Sie erhob Veronika Steiger aus Neustadt zur Priorin. Sie versuchte an ihre Vorgängerin anzuknüpfen und auch die wirtschaftlichen Verhältnisse weiter zu verbessern. Doch diese Verbesserung half nicht mehr, da es bereits in Frankreich brodelte und nach dem Ausbruch der Französischen Revolution am 2. August 1792 kaiserliche Truppen von Schwetzingen nach Speyer kamen und alle Klöster außer St. Klara als Unterkunft oder Lazarett nutzten. Als Gegenleistung versorgte das Kloster die im Lazaretthaus „am Wormserthore“,:S. 260 dem früheren Heilig-Grab-Kloster, untergebrachten acht Feldbäcker samt Familien. Der Truppenkern zog bereits wenige Tage später in Richtung Frankreich ab, sodass nur noch 3000 aus Mainz und Ungarn stammende Männer in Speyer blieben.

### Die Französische Revolution
Am Sonntag, den 30. September 1792 erschienen um die Mittagsstunde französische Truppen unter dem General Custine. Sie belagerten Speyer mit Kanonen, was die Nonnen, die gerade niemanden zur Seite hatten, dazu veranlasste, in der Kirche zu beten, und als die Soldaten an die Pforte klopften, diese öffneten und den Soldaten um Gnade flehend zu Füßen fielen. Diese beruhigten die Nonnen in gebrochenem Deutsch und durchsuchten, während die Nonnen schnell etwas kochten, das Kloster. Durch das festliche Mahl verhinderte die Äbtissin Übergriffe auf die Nonnen und sorgte zudem dafür, dass die Soldaten das Kloster wieder verließen und in die Stadt zogen. Auch in den folgenden Tagen drangen mehrfach bewaffnete französische Soldaten in das Kloster ein und wollten es verwüsteten, was aber durch nach Wunsch gekochtes Essen verhindert wurde. Gegen Mittag des 2. Oktobers kam endlich wieder der Beichtvater der Klarissen aus der Stadt ins Kloster. Dieser hatte offenbar eine Abmachung mit den Besatzern getroffen und sich der Revolution angeschlossen, weshalb die zwei mit ihm gekommenen Leibgardisten des Generals die Soldaten aus dem Kloster vertrieben und einer der beiden zum Schutz der Nonnen im Kloster blieb. So konnten die Nonnen wieder in Ruhe ihre Gottesdienste halten. Am 10. Oktober wurden alle Mönche und Nonnen auf das Kriegskommissariat gerufen und erhielten dort die Anweisung, dass sie innerhalb von 24 Stunden 2100 Gulden zu zahlen hätten. Da sie aber kaum Geld hatten, schlossen sie sich mit den anderen Klöstern zusammen und baten mit angehefteter bau-weiß-roter Kokarde an der Kleidung bei General Custine um Verringerung der Summe, was dieser mit der Begründung, die Klöster hätten genug verborgene Geldreserven, ablehnte. So kehrten die Nonnen in das Kloster zurück und erhielten bald darauf Besuch von Reitern, die die Äbtissin und die Priorin als Geisel für die geforderte Summe nahmen. Um Mitternacht gelang es den Nonnen, unterstützt durch einen Kredit beim Kaufmann Uslaub und einen beim Viehhofswirt Freiburger, das Geld zu beschaffen. Um 2 Uhr in der Nacht brachten Schwester Rosa und die Priorin das Geld auf das Kriegskommissariat. Weniger Glück hatten dagegen ihr Beichtvater und das Kloster St. Magdalena, denen es nicht gelang das Geld zusammenzubekommen, sodass der Beichtvater und eine Laienschwester um 5 Uhr nach Landau in der Pfalz gebracht wurden und erst nach der Übergabe des Geldes wieder gehen konnten. Nach 10 Tagen Aufenthalt verließen die Franzosen Speyer und zogen in ihr Lager bei Edesheim und Rußdorf. Zuvor hatten sie noch die österreichischen Proviant-Magazine gelehrt beziehungsweise zerstört, alle Schiffe in Brand gesetzt und Teile der Stadtmauer abgerissen und die Gräben aufgefüllt. Die Truppen rückten am 18. Oktober nach Mainz vor und übernahmen die Festung. Kurz danach kamen erneut französische Truppen nach Speyer, die am 12. November alle Nahrungsmittel der Klöster aufnahmen, was in den Nonnen die Angst schürte, diese auch noch abgeben zu müssen. Am 13. November wurde der erste Freiheitsbaum aufgestellt. Am 25. November wurde die alte Verwaltung aufgelöst, der Ratskonsulent Petersen zum Maire ernannt und ein weiterer Freiheitsbaum aufgestellt. Die Angst der Nonnen, ähnlich wie die Klöster in Frankreich all ihre Besitzungen zu verlieren, stieg von Tag zu Tag. Es war aufgrund der Bewachung unmöglich, die wertvollen Objekte über den Rhein zu bringen. Am 26. November kam glücklicherweise der Bruder der Schwester Agnes aus Buchen bei Waldthüren und wollte diese in ihre Heimat zurückbringen. Die Nonnen gaben die Erlaubnis und er reiste mit Agnes, Schwester Rosa, dem klösterlichen Silber und einigem Kirchenschmuck nach Hause zurück.
Für die Bewohner der Stadt wuchsen die Lasten, die durch die Einquartierung entstanden, und auch das rohe Benehmen der Soldaten stellte eine große Last dar. Darüber hinaus konfiszierten die Soldaten Schilder und sperrten die Läden. Das Kloster blieb davon nur durch seine Lage außerhalb der Stadt verschont. Allerdings erschienen am 5. Januar 1793 Boten im Kloster mit der Anweisung, dass die Äbtissin innerhalb von einer Woche ein genaues Verzeichnis mit allem Eigentum, Schuldbriefen und Einkünften des Klosters erstellen und an die Administration in Mainz schicken sollte. Der Äbtissin gelang es jedoch zwei Kisten mit den wichtigsten Urkunden und Briefschaften samt dem Erlös aus dem Weinverkauf ins Heidelberger Karmeliterkloster zu bringen. Am 21. Februar erschienen Abgeordnete der Mairie mit dem Befehl des Maire an die Nonnen den neuen Eid abzulegen, was die Nonnen aber ablehnten. Nachdem der Befehl am 27. Februar für die Geistlichkeit wiederholt worden war, flohen die Geistlichen heimlich und verkleidet in der Nacht. Der Beichtvater der Nonnen wurde von ihnen im Kloster versteckt.
Da preußische und österreichische Truppen näher kamen, begannen die Republiktreuen alles, was sie transportieren konnten, wegzufahren, und zündeten am 31. März, dem Ostersonntag 1793, die Heu- und Strohmagazine an. Auch das Franziskanerkloster wollten die Republiktreuen anzünden, konnten aber durch Bestechung davon abgehalten werden. Da auch das Pulvermagazin am Wormser Tor angezündet werden sollte, drohte dem St.-Klara-Kloster Gefahr, die allerdings durch die Aufmerksamkeit des Torwächters, der die Fassböden zerschlagen und die Fässer in den Nonnenbach geworfen hatte, gebannt wurde. Gegen drei Uhr zogen österreichische Truppen mit etwa 7.000 Mann in Speyer ein, die sogleich mit Essen versorgt werden sollten, woran sich auch die Nonnen beteiligten. Am 2. April kamen zusätzlich 5.000 Soldaten aus Hessen-Darmstadt mit ihrem Landgrafen in die Stadt. Ihnen folgten über die folgenden Tage verteilt weitere Truppen und Gefangene. Am St.-Klara-Kloster wurde die Artillerie untergebracht, weshalb im Kloster 50 Feldschmiede und Wagner untergebracht waren. Am 15. Mai wurde das Kloster von nun ebenfalls in der Nähe lagernden Kanonieren aufgebrochen und bestohlen. Am 21. Mai schien wieder Ordnung einzukehren, denn der alte Stadtrat wurde wiedereingesetzt und die Revolutionsordnung damit abgeschafft. Da nun auch der Frieden sicher schien, ließen die Nonnen sämtliche weggebrachten Dinge zurückbringen. Im Gegensatz zu den anderen Klöstern, die vielfach als Truppenquartier, Lazarett oder Gefängnis für Kriegsgefangene genutzt wurden, weshalb sich die Mönche und Nonnen eine andere Unterkunft suchen mussten, blieb das Klara-Kloster von einer Umnutzung verschont. Als Gegenleistung mussten die Nonnen, die glaubten, die Gefahr sei vorüber, Binden für die Lazarette herstellen.
Am 27. Dezember erhielt die Äbtissin vom Bruder der Schwester Hyazintia aus Salmbach die beunruhigende Nachricht, dass die deutschen Truppen bei Salmbach eine Niederlage erlitten hätten und auf dem Rückzug wären. Daher wurden die Kirchenverzierungen, alle Silbergegenstände und Unterlagen in 5 Kisten verstaut und in die Sakristei gebracht. Die übrigen Wertgegenstände wurde in gut versteckten Behältnissen untergebracht. Am nächsten Morgen hörte man überall vom Rückzug der Deutschen, sodass der Beichtvater einen Wagen für den Transport der Kisten nach Mannheim besorgte, während sich jede Nonne noch ein kleines Päckchen schnürte. Da die bei zum Kloster gehörenden Bauern in Böhl und Iggelheim bestellten Wagen nicht kamen, flohen die Nonnen zu Fuß, wobei sie aber ihre Vorräte und ihr Vieh zurücklassen mussten. Zuvor versammelten sie sich gegen 13 Uhr in der Kirche, wo der Beichtvater die Öle und die Hostien einpackte, das Ewige Licht löschte, den Altar verhängte und die Nonnen segnete. Lediglich die Nonne Martha blieb im Kloster, da sie selbst „erklärte, lieber sterben zu wollen, als das Kloster zu verlassen“. Die teilweise sehr gebrechlichen Nonnen zogen über die Wormser Straße, wo ihr Zug die Soldaten so rührte, dass die alten Nonnen auf den Fuhrwerken mitfahren durften. In der Nacht überquerten sie bei Mannheim mit den kaiserlichen Truppen und 2000 Menschen mit unzähligen Fuhrwerken den Rhein. In Mannheim kamen sie teilweise im Haus, teilweise in der Nähe des Hauses des Kammerdieners Fück unter, während in Speyer bereits die Franzosen herrschten. Die Zurückgebliebenen hatten bereits zuvor die Flucht ergriffen. Die Soldaten plünderten die Ställe, Scheunen und den Weinkeller des Klosters. Bereits nach drei Tagen waren „für 4000 Gulden Wein verloren“.:S. 268 Beinahe täglich erhielt die Äbtissin weitere ähnliche beunruhigende Nachrichten. Darüber hinaus rückten die Franzosen in Richtung Mannheim vor, wodurch ihr Quartier nicht mehr sicher war. Eine Flucht war, da kein Fuhrwerk aufzutreiben war, nicht möglich, sodass die Äbtissin bei den Nonnen von Unserer Lieben Frau um Aufnahme bat. Dort erhielten 10 Nonnen Unterkunft, weitere Nonnen wurden vom Schwager von Schwester Cäzilia in andere Klöster gebracht. Für den Beichtvater fand man keine Unterkunft, sodass dieser die Hostien mit den Kelchen in die Mannheimer Spitalkirche brachte und mit zwei Schwestern am 2. Januar 1794 zu seinem Mutterkloster Mayingen reiste. Am 4. Januar musste das Kloster in Mannheim geräumt werden, da es als Kaserne benötigt wurde, sodass die Nonnen am nächsten Tag mit drei Wagen nach Heidelberg zogen und im dortigen Kloster Unserer Lieben Frau aufgenommen wurden, wo sie im Chor schlafen mussten. Auch hier kamen neue Schreckensnachrichten aus Speyer an. Am 9. Januar waren alle Glocken, die Dombibliothek und der Wein nach Landau gebracht worden, die Häuser wurden geplündert, alle eisenhaltigen Gegenstände eingezogen. Am 26. Januar wurde sogar das Gnadenbild aus dem Dom verbrannt. Am 20. März kam eine der zurückgebliebenen Mägde nach Heidelberg und berichtete von der Umwandlung des Klosters in ein Schlachthaus, der Zerstörung der Kircheneinrichtung und der Auffindung einiger verborgener Behälter. Da somit die zu erwartenden Verluste sehr hoch waren, suchte die Äbtissin eine kostengünstigere Unterkunft und schrieb dafür an den Provinzial, der sie nach Mayingen einlud, wo sie am 30. März eintraf. Mit seiner Hilfe gelang es die Schwestern in anderen Klöstern oder bei Verwandten unterzubringen, während die Äbtissin bei ihrem Bruder, dem Baisweiler Pfarrer, unterkam.
Ein Hoffnungsschimmer für die Nonnen war das Übersetzen deutscher Truppen über den Rhein am 22. Mai 1794 und die Vertreibung der Franzosen aus Speyer am 25. Mai. Am gleichen Tag kam die Laienschwester Colleta nach Speyer, kehrte aber am Abend nach Heidelberg zurück. Am nächsten Tag kam sie mit Schwester Magdalena zurück, erhielt jedoch von den im Kloster hausenden Truppen keine Erlaubnis im Kloster zu wohnen. Die Hoffnung platzte am 14. Juli, als die Franzosen nach ihrem Sieg über Österreicher und Preußen die geschlagenen Truppen verfolgten und dabei Speyer erneut eroberten. Das Kloster wurde nun erneut verwüstet, so erhielt die Äbtissin am 4. März 1795 ein Schreiben, das von der vollständigen Zerstörung der Altäre berichtete. Darüber hinaus wurden alle aus Holz bestehenden Teile herausgerissen, sogar das Dach wurde abgerissen. Als es etwas ruhiger geworden war, beschloss die Äbtissin am 9. Dezember 1795 in das Kloster zurückzukehren, da sie dort begraben werden wollte. Auch die übrigen Nonnen kehrten nach Speyer zurück. Die Äbtissin starb am 2. September 1796 um 6 Uhr am Abend.

### Ende des Klosters
In ihrem Amt folgte ihr die bisherige Priorin Veronika Seiger. Als Unterkunft diente, da das Kloster fast vollständig zerstört war, ein Hofhaus. Den ersten Gottesdienst hielten sie am 25. Juni 1798 im Engelschor des Klosters. Doch das Ende des Klosters kam unaufhaltsam näher, denn sie mussten nach und nach ihre Güter und übrigen Einkünfte aufschreiben und schließlich auch ihre Ordenstracht ablegen. Am 21. März 1799, dem Gründonnerstag, feierten sie letztmals in ihrer Kirche mit dem Franziskanerguardian die Messe und mussten diese anschließend räumen, da das Gebäude als Pulvermagazin dienen sollte. Am gleichen Tag wurden Kloster und Besitzungen verpachtet, während die Nonnen zunächst im Kloster St. Magdalena unterkamen. Die meisten gingen aber schließlich mit einem spärlichen Lebensgeld zu Freunden oder Verwandten. Am 21. März 1821 starb die letzte Äbtissin Veronika Seiger in Neustadt. 1803 wurden die damals als Nationaleigentum bezeichneten Klostergebäude an Privatpersonen verkauft. Bereits kurz vor dem Verkauf oder kurz danach wurde die Kirche abgebrochen, wobei ihre Position noch erkennbar war, wie es Franz Xaver Remling, zu dessen Zeit in den Gebäuden Tagelöhner lebten, beschreibt.:S. 240 Die verbliebenen Gebäude fielen 1870 einem Brand zum Opfer, sodass nur noch geringe Reste vorhanden sind.

## Heutige Überreste
Heute erinnern nur noch der St.-Klara-Kloster-Weg und der Nonnenbach an das Kloster. Darüber hinaus existiert eine Klosterchronik, die zu Remlings Zeit im Kreisarchiv (heute vermutlich Stadt- oder Landesarchiv) aufbewahrt wurde. Bildliche Darstellungen gibt es auf einem Holzschnitt des Jahres 1550 aus Sebastian Münsters Cosmographia, auf dem die Anlage am rechten Rand zu sehen ist, auf einem Kupferstich aus Frans Hogenbergs Civitates Orbis Terrarum von 1537, einer ähnlichen aus dem Jahre 1600 stammenden Stadtansicht und auf der aus dem Jahr 1637 stammenden Stadtansicht von Matthäus Merian. Sehr gut zu erkennen ist die Anlage auf Philipp Stürmers Bild Die Freie Reichsstadt Speyer vor der Zerstörung im Pfälzischen Erbfolgekrieg 1689.